# Distretto di Melikgazi
Il distretto di Melikgazi (in turco Melikgazi ilçesi) è uno dei distretti della provincia di Kayseri, in Turchia. Fa parte del comune metropolitano di Kayseri.